# Acrobrycon
Acrobrycon is een geslacht van straalvinnige vissen uit de familie van de karperzalmen (Characidae).

## Soorten
- Acrobrycon ipanquianus Cope, 1877
- Acrobrycon tarijae Fowler, 1940